# Iwan Maximowitsch Poddubny

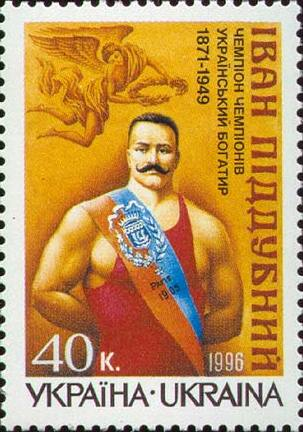
Ukrainische Sonderbriefmarke 1996

Iwan Maximowitsch Piddubny (ukrainisch Іван Максимович Піддубний; russisch Иван Максимович Поддубный; auch Iwan Maxymowytsch Poddubnyj; * 26. September 1871 in Bogoduchowka bei Solotonoscha, Gouvernement Poltawa, Russisches Reich; † 8. August 1949 in Jeisk, Region Krasnodar, Russische SSR, UdSSR) war ein ukrainischer und sowjetischer Ringer, sechsfacher Weltmeister der Berufsringer zwischen 1905 und 1910 im griechisch-römischen Stil. Er stammte von Saporoger Kosaken ab.

## Werdegang
Iwan Poddubny wuchs in seinem Geburtsort, dem heutigen Krasseniwka im Zentrum der Ukraine, auf. Als junger Mann ging er nach Sewastopol und Feodossija und arbeitete dort als Hafenarbeiter. Er wuchs im Laufe der Jahre bei einer Größe von 1,83 m zu einem kräftigen Burschen von ca. 118 kg Körpergewicht heran. 1896 startete er seine Karriere als Profiringer in einem Zirkus. Er trat u. a. in Odessa, Tiflis, Kiew und Kasan auf und traf dort schon auf die damals berühmten russischen Profiringer Iwan Saikin, Iwan Schemjakin und Nikolai Wachturow. Dabei wurde er von Graf Georgi Iwanowitsch Ribow entdeckt und entscheidend gefördert.
Iwan Poddubny rang damals, wie in Europa auch bei den Profiringern üblich, im griechisch-römischen Stil. 1903 startete er in Paris erstmals bei einer Weltmeisterschaft der Profiringer. Solche Weltmeisterschaften wurden in Turnierform ausgetragen und dauerten meist einen ganzen Monat. Das WM-Turnier in Paris im Jahre 1903 gewann Iwan noch nicht, aber im Zeitraum von 1905 bis 1910 siegte er bei insgesamt sechs Weltmeisterschaften im Schwergewicht.
Zwischen 1910 und 1920 rang er vor allem in den Vereinigten Staaten und in Russland. 1920 wurde er im Zuge der russischen Oktoberrevolution in Odessa inhaftiert, kam aber bald wieder frei. Im Jahre 1925 ging er wieder in die Vereinigten Staaten. Dort musste er sich auf den Freistil-Ringkampf umstellen. Sein Ziel war es, gegen den Griechen Jim Londos um die Weltmeisterschaft im Freistil zu kämpfen. Zu diesem Kampf kam es aber nicht. 1927 kehrte Iwan deshalb in die Sowjetunion zurück.
Er ließ sich in Jeisk am Asowschen Meer nieder, trat weiterhin im Zirkus auf und war auch unter dem Sowjetregime, das den Profisport als westlich-dekadent ablehnte, ein vielfach geehrter und geachteter Athlet. 1945 wurde er zum „Verdienten Meister des Sports“ ernannt. 1947 erlitt er während eines Auftritts im Zirkus einen Beinbruch, von dem er sich nicht mehr erholte. Am 8. August 1949 verstarb er.
Zu Ehren von Iwan Poddubny wird in Russland jedes Jahr ein großes internationales Ringerturnier ausgerichtet, das auch schon zu Zeiten der Sowjetunion durchgeführt wurde.

## Erfolge zwischen 1903 und 1910
(WM = Weltmeisterschaft, GR = griech.-röm. Stil, S = Schwergewicht)
- 1903, 5. Platz, WM in Paris, GR, S, hinter Jeß Pedersen, Dänemark, Raul le Boucher, Frankreich, Stanilaw Cyganiewicz=Stanislaus Zbyszko, Polen u. Omer de Bouillon, Belgien;
- 1904, 1. Platz, Großer Preis von St. Petersburg, GR, S, vor Raul le Boucher u. Paul Pons, Frankreich;
- 1905, 1. Platz, WM in Paris, GR, S, vor Jeß Pedersen, L. le Beaucairois, Frankreich u. A. Anglio, Martinique;
- 1906, 1. Platz, WM in Paris, GR, S, vor Heinrich Eberle, Deutschland, A. de la Calmette, Frankreich u. Nikola Petrow, Bulgarien;
- 1906, 1. Platz, WM in Mailand, GR, S, vor Jeß Pedersen, L. le Beaucairois u. Castelli, Italien;
- 1907, 1. Platz, WM in Wien, GR, S, vor Ernst Siegfried, Deutschland, Jeß Pedersen u. A. de la Calmette;
- 1908, 1. Platz, WM in Paris, vor Iwan Saikin, Russland, A. de la Calmette u. Georgi Kascheff, Russland;
- 1909, 1. Platz, WM in Frankfurt am Main, GR, S, vor Heinrich Weber, Deutschland, Omer de Bouillon u. Nikola Petrow;

## Kämpfe in den Vereinigten Staaten
Aus dem Aufenthalt von Iwan Poddubny in den USA sind folgende Kämpfe, die im freien Stil stattfanden, bekannt:
- 1926 in Los Angeles, Siege über Dan Koloff, Bulgarien und Harry Maxwell, USA und Niederlagen gegen Joe Stecher, USA und Wladek Zybsko, dem jüngeren Bruder von Stanilaus Cyganiewicz-Zybsko;

- 1927 in New York City, unentschieden gegen Hans Steinke, Deutschland